# Dalvan da Silva Filho
Dalvan da Silva Filho, ou simplesmente Dalvan (Rio de Janeiro, 1966) é um pintor naïf brasileiro.

## Biografia
Foi técnico de mecânica, inspetor de qualidade e piloto antes de se dedicar à pintura, desde 1986, sendo incentivado por Lucien Finkelstein, diretor do Museu Internacional de Arte Naïf do Brasil. Sua obra faz uma reportagem visual de cenas do cotidiano, com grande riqueza de detalhes.
Já expôs em vários salões e mostras do Brasil, destacando-se sua participação na exposição O Mundo Fascinante dos Pintores Naïfs, realizada no Paço Imperial do Rio de Janeiro, em 1989, na Encontros e Reencontros na Arte Naïf: Brasil-Haiti em 2005, apresentada no Museu de Arte Brasileira e no Centro Cultural Banco do Brasil, e nas edições de 1996 e 2002 da Bienal Naifs do Brasil, sempre montadas no SESC Piracicaba, o maior evento do gênero no país. Foi um dos dez pintores enfocados no livro Rio de Janeiro Naïf, publicado por Finkelstein, e foi um dos destaques do livro A Arte Naïf no Brasil, de Jacques Ardies e Geraldo Edson de Andrade, uma importante obra de referência sobre este gênero de pintura no país. Foi um dos oito artistas selecionados pelo Centro Cultural
La Moneda para ilustrar uma publicação destinada a divulgar a arte naïf brasileira entre os estudantes do Chile, acompanhando uma exposição organizada no Centro com apoio do IPHAN, museus e outras instituições culturais brasileiras e chilenas. Segundo Oscar d'Ambrosio, 
"Embora [o pintor] diga que prefere a crítica social, uma de suas principais temáticas pode ser encontrada nas paisagens urbanas cariocas, principalmente diversos quadros sobre a fachada do Teatro Municipal e suas imediações, onde ocorrem manifestações folclóricas e rodas de capoeira. [...] Ele também mostra talento para transformar sua arte em um libelo pela liberdade de expressão e num documento de reivindicações sociais, mostradas de maneira clara e contundente, sem o rebuscamento e a simbologia que caracteriza a arte acadêmica. Há também telas engajadas em defesa do meio ambiente. [...] Nada em seus quadros é artificial ou realizado com segundas intenções. É no talento com que explicita suas verdades artísticas que Dalvan, atento a tudo que ocorre ao seu redor, na sociedade e na época em que lhe cabe viver, destaca-se como um nome importante no panorama da arte naïf brasileira contemporânea".